# Ev'rybody's Gonna Be Happy
Singles de The Kinks
Tired of Waiting for You
(janvier 1965) Set Me Free
(mai 1965)
Ev'rybody's Gonna Be Happy est une chanson du groupe rock anglais The Kinks.
Elle est parue en single début 1965 au Royaume-Uni où elle se classe seulement 17e, une position décevante après les succès de You Really Got Me (no 1), All Day and All of the Night (no 2) et Tired of Waiting for You (no 1). En conséquence, le label américain des Kinks, Reprise Records, refuse tout d'abord de l'éditer. Il paraît finalement aux États-Unis quatre mois plus tard, après l'accueil médiocre réservé au single See My Friends, mais ses faces y sont inversées : Ev'rybody's Gonna Be Happy se retrouve en face B et Who'll Be the Next in Line en face A. Ce single se classe 34e, performance moyenne mais largement supérieure à celle de See My Friends (111e).

## Reprises
- Queens of the Stone Age sur l'album Songs for the Deaf (2002)